# Reynolds Metals Company
Reynolds Metals Company, ook wel Reynolds Aluminium, was een Amerikaanse aluminiumfabrikant. De hoofdvestiging stond in Richmond, Virginia.
De onderneming werd in 1919 als U.S. Foil Company opgericht door Richard S. Reynolds sr. Aanvankelijk maakte ze verpakkingen voor sigaretten en zoetwaren van lood- en tinfolie. In 1926 werd begonnen met de productie van aluminiumfolie.
In 1940 werd een bauxietmijn geopend in Arkansas en werd een aluminiumsmelterij opgericht in Sheffield (Alabama). Tijdens de Tweede Wereldoorlog was er een sterke groei van de productie. In 1947 werd Reynolds Wrap gelanceerd, een voor de Amerikaanse markt bekend merk aluminiumfolie voor in het huishouden.
In 1975 werden de bezittingen van Reynolds in Guyana verstatelijkt en in 1980 werd 51% van de aandelen van de aluminiummijnen in Jamaica aan de regering daar verkocht. Nadat William Bourke in 1983 de leiding overnam, reorganiseerde hij het bedrijf waarbij een derde van alle werknemers ontslagen werden.
In 2000 werd Reynolds overgenomen door Alcoa. Op dat moment was ze de op een na grootste aluminiumproducent ter wereld. Een Nieuw-Zeelands onderdeel van het bedrijf ging door onder de naam Reynolds Group Holdings.